# Dynastes hercules

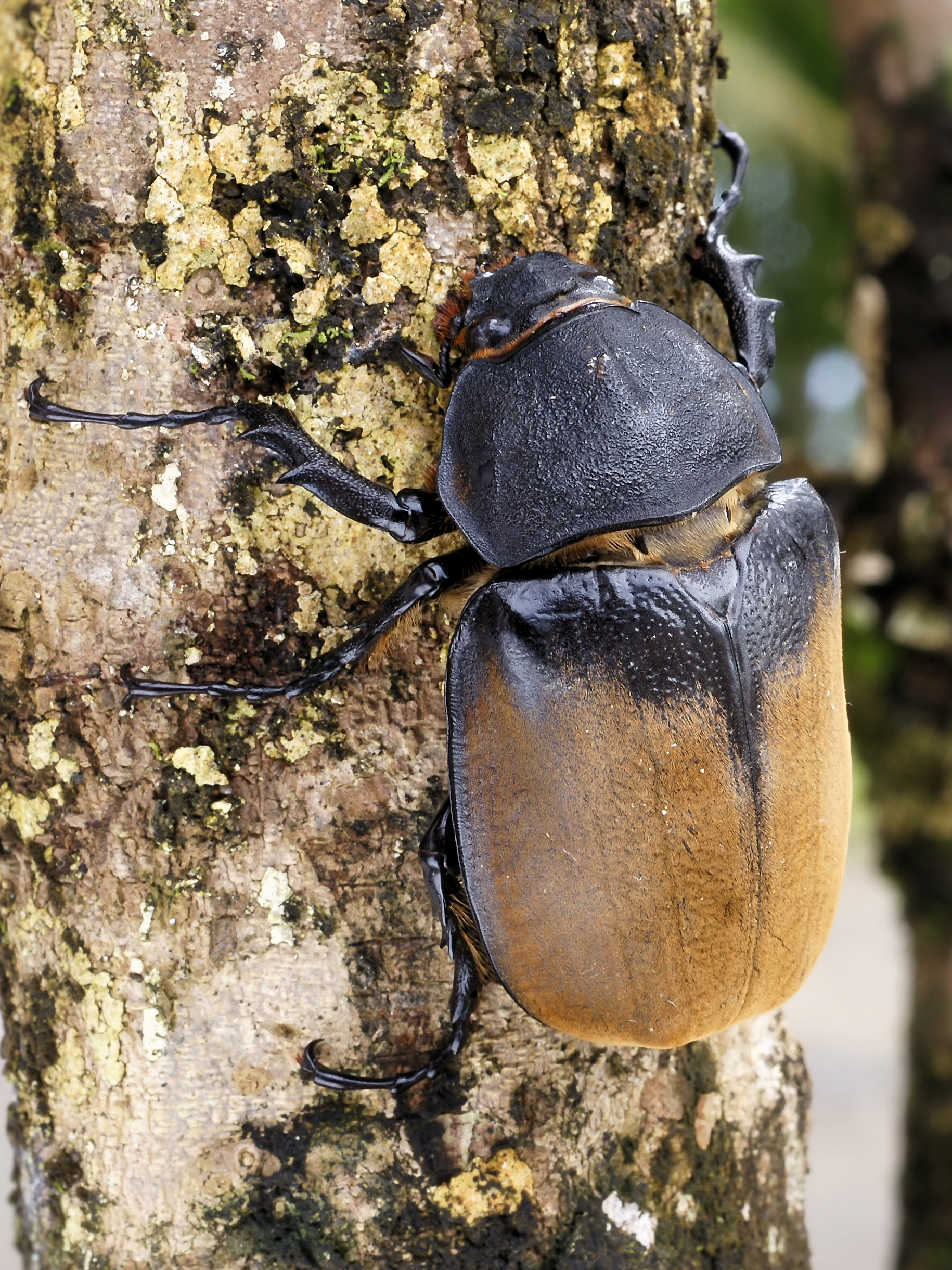
Con cái

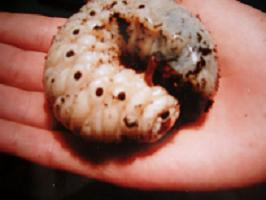
Ấu trùng

Dynastes hercules (bọ hung héc-quyn, bọ hung hơ-kiu-lề) là một loài bọ cánh cứng. Nó là loài bản địa ở rừng mưa nhiệt đới Trung Mỹ, Nam Mỹ và Tiểu Antilles. Loài này cũng được nhìn thấy đến phía bắc tận Nam Arizona, ở quận Pima. Con đực dài đến 17 cm. Nó là loài lớn nhất trong 6 loài của chi Dynastes và là một trong những loài bọ cánh cứng lớn nhất từng được biết, chỉ có hai loài bọ cánh cứng khác có thân dài hơn trong họ Cerambycidae, Macrodontia cervicornis (các mẫu vật dài 170–175 mm được biết đến) và Titanus giganteus (dài đến 170–175 mm). Tuy nhiên nếu không tính chiều dài sừng thì Macrodontia cervicornis và Dynastes hercules thua xa về chiều dài và Titannus ginateus xếp đầu bảng về chiều dài.

## Phân loại

### Phân loài
Nhiều phân loài của D. hercules đã được xác định, mặc dù vẫn còn một số điểm không chắc chắn về tính hợp lệ của các đơn vị phân loại có tên.
- Dynastes hercules ecuatorianus Ohaus, 1913
- Dynastes hercules hercules (Linnaeus, 1758)
- Dynastes hercules lichyi Lachaume, 1985
- Dynastes hercules morishimai Nagai, 2002
- Dynastes hercules occidentalis Lachaume, 1985
- Dynastes hercules paschoali Grossi & Arnaud, 1993
- Dynastes hercules reidi Chalumeau, 1977  (= baudrii Pinchon, 1976)
- Dynastes hercules septentrionalis Lachaume, 1985  (= tuxtlaensis Moron, 1993)
- Dynastes hercules takakuwai Nagai, 2002
- Dynastes hercules trinidadensis Chalumeau & Reid, 1995 (= bleuzeni Silvestre and Dechambre, 1995)

## Hình ảnh

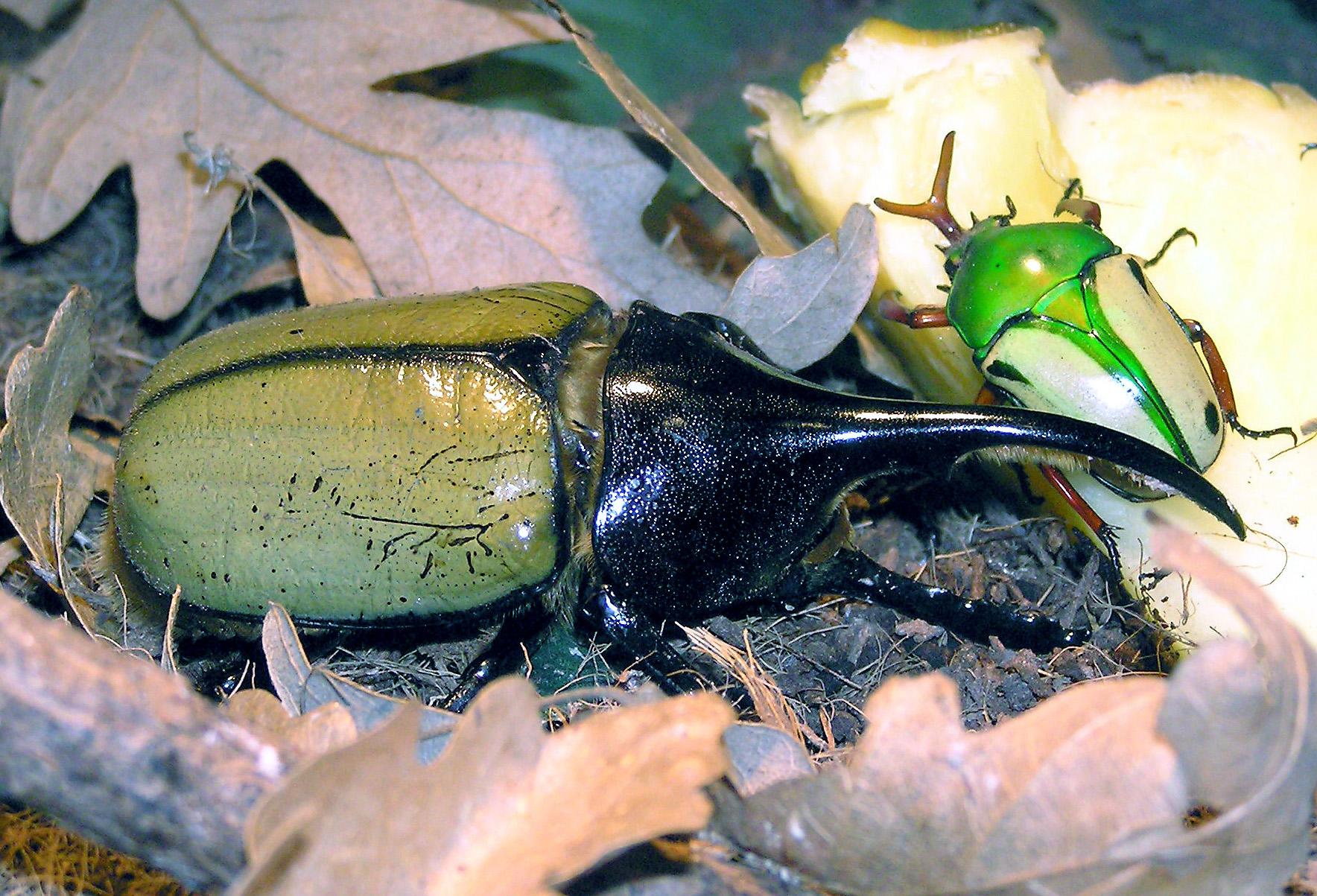
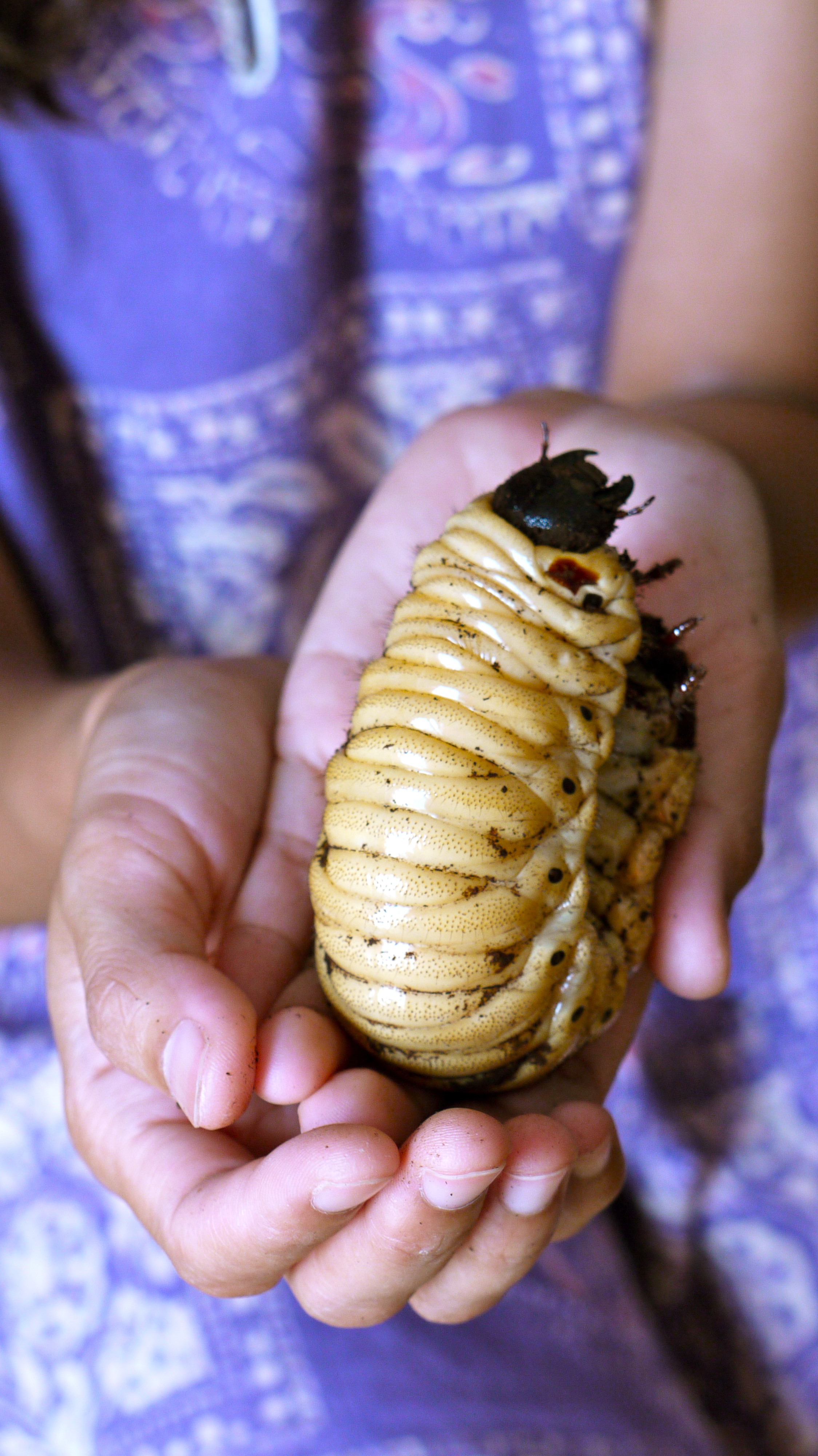
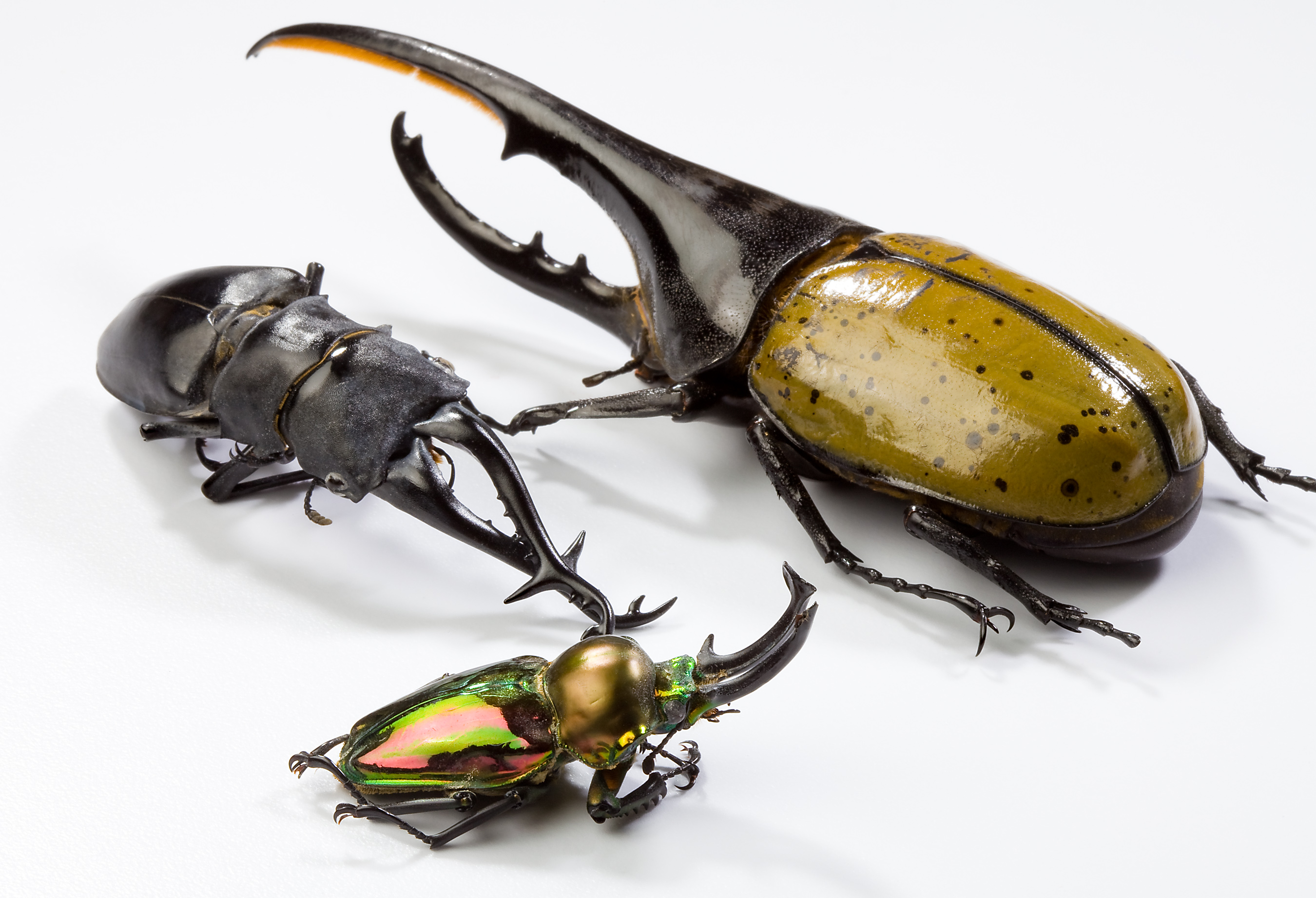
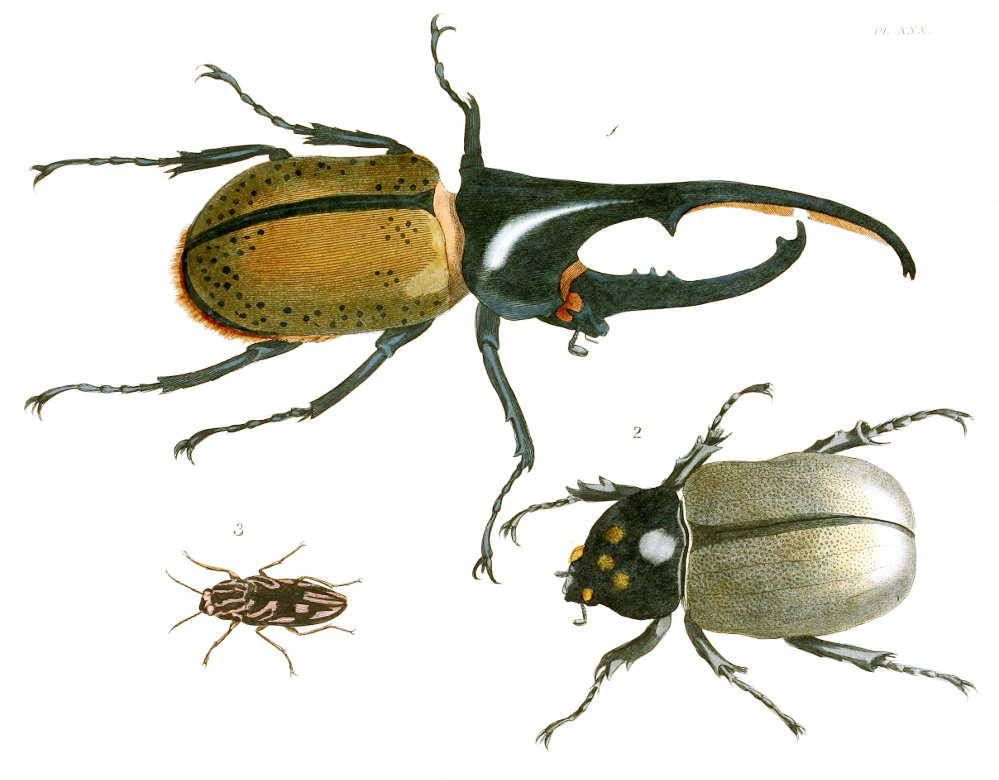

## Miêu tả
Kích thước cơ thể trưởng thành (không bao gồm sừng) khác nhau giữa chiều dài 50 và 85 mm và chiều rộng 29 và 42 mm, mặc dù bọ cánh cứng Hercules đực có thể đạt tới dài tới 175 mm (bao gồm cả sừng), khiến chúng trở thành loài bọ cánh cứng dài nhất thế giới, nếu hàm và/hoặc sừng được tính. Kích thước của sừng này tự nhiên rất thay đổi; nhiều hơn bất kỳ biến thể nào về kích thước của chân, cánh hoặc kích thước cơ thể tổng thể trong loài. Sự thay đổi này là kết quả của các cơ chế phát triển kết hợp khuynh hướng di truyền với dinh dưỡng, căng thẳng, tiếp xúc với ký sinh trùng và/hoặc điều kiện sinh lý.